# Botic van de Zandschulp
Botic van de Zandschulp (Veenendaal, 4 ottobre 1995) è un tennista olandese.
Destrimane e interprete del rovescio a due mani, ha vinto due tornei del circuito maggiore in doppio. Nei tornei del Grande Slam vanta come miglior risultato i quarti di finale raggiunti in singolare agli US Open 2021, mentre negli altri tornei del circuito maggiore ha perso in singolare due finali, entrambe agli Internazionali di Baviera. I suoi migliori ranking ATP sono stati il 22º posto in singolare nell'agosto 2022 e il 60° in doppio nel maggio 2023. Ha esordito nella squadra olandese di Coppa Davis nel 2019, con la quale ha raggiunto la finale nell’edizione 2024.

## Carriera

### 2011-2016, inizi da professionista e primi titoli ITF
Nel 2011 fa la sua prima apparizione tra i professionisti in un torneo ITF olandese e la seconda avviene tre anni dopo; in quel periodo gioca nei tornei ITF juniores senza ottenere risultati di rilievo. Comincia a giocare con continuità tra i professionisti nel 2016 e ad agosto alza il primo trofeo vincendo la finale di doppio al torneo ITF Futures Belgium F8. Quello stesso mese vince i primi tornei ITF in singolare al Netherlands F6 e al Netherlands F7. A settembre entra per la prima volta nel tabellone principale di un torneo Challenger e viene eliminato al primo turno. Prima di fine anno vince un altro torneo ITF in singolare e uno in doppio.

### 2017-2020, primi tornei Challenger e top 200 del ranking
Nel 2017 non vince alcun torneo in singolare e perde le tre finali ITF disputate. A febbraio fa la sua prima esperienza nel circuito maggiore alle qualificazioni del Rotterdam Open, supera al primo turno Andrej Rublëv e viene eliminato da Pierre-Hugues Herbert. A luglio vince i primi incontri in singolare nel circuito Challenger. Quell'anno conquista sei titoli ITF in doppio e ad agosto si aggiudica il primo titolo Challenger al torneo di Alphen aan den Rijn in coppia con Boy Westerhof. Nel 2018 perde le due finali ITF giocate in singolare e vince quattro tornei ITF in doppio.
Torna a imporsi in un torneo ITF in singolare nel gennaio 2019, nel corso della stagione ne vince altri due in singolare e quattro in doppio e a settembre abbandona i tornei ITF dopo averne vinti 6 in singolare e 16 in doppio. Il mese successivo vince ad Amburgo il primo torneo Challenger in singolare in carriera sconfiggendo in finale Bernabé Zapata Miralles con il punteggio di 6-3, 5-7, 6-1, la settimana dopo entra per la prima volta nella top 200 del ranking di singolare. A novembre viene chiamato a esordire nella squadra olandese di Coppa Davis in occasione della sfida persa 2-1 con il Kazakistan, e viene sconfitto in due set da Michail Kukuškin.
Nel 2020 è impegnato soprattutto nei Challenger e perde le due finali raggiunte in singolare a Coblenza e a Ismaning. Gioca inoltre per la prima volta nelle qualificazioni di tornei del Grande Slam agli Australian Open, dove perde all'esordio, e al Roland Garros, dove supera Paolo Lorenzi e viene eliminato al secondo turno da Liam Broady. A novembre porta il best ranking alla 152ª posizione e chiude la stagione alla 156ª. I migliori risultati in doppio nel 2020 sono due semifinali raggiunte nei tornei Challenger.

### 2021, esordio nel circuito maggiore, quarti di finale agli US Open e top 100
L'esordio stagionale nel 2021 avviene a febbraio e coincide con l'esordio nel circuito maggiore, grazie alla buona classifica viene ammesso al tabellone principale dell'ATP 250 di Melbourne e vince il suo primo incontro di categoria battendo la wild-card locale Tristan Schoolkate, elimina quindi Kamil Majchrzak e il nº 40 del ranking Reilly Opelka ed esce di scena nei quarti di finale per mano di Karen Chačanov. Supera per la prima volta le qualificazioni in un torneo del Grande Slam agli Australian Open e viene sconfitto al primo turno da Carlos Alcaraz. Torna a mettersi in evidenza al Roland Garros, dove supera le qualificazioni, al primo turno sconfigge al quinto set il nº 20 del mondo Hubert Hurkacz e viene quindi eliminato da Alejandro Davidovich Fokina. Esce al secondo turno anche a Wimbledon, sconfitto dal nº 9 del mondo Matteo Berrettini che raggiungerà la finale. Nel periodo successivo raggiunge una finale e tre semifinali nei tornei Challenger.
Raggiunge i quarti di finale agli US Open partendo dalle qualificazioni, terzo giocatore a riuscirci nella storia del torneo. Dopo aver eliminato in cinque set Carlos Taberner, al secondo turno supera al quarto set il nº 11 del mondo Casper Ruud e ha quindi la meglio su Facundo Bagnis. Accede ai quarti battendo al quinto set il nº 14 ATP Diego Schwartzman e viene eliminato dal nº 2 del mondo Daniil Medvedev, che si impone al quarto set e vincerà il titolo. A fine torneo van de Zandschulp guadagna 55 posizioni nel ranking e raggiunge la 62ª, nuovo best ranking ed esordio nella top 100. Subito dopo vince il suo primo incontro in Coppa Davis sconfiggendo Francisco Llanes nella sfida vinta 4-0 con l'Uruguay. A ottobre disputa a San Pietroburgo la sua prima semifinale ATP, elimina tra gli altri Sebastian Korda e il nº 6 del mondo Andrej Rublëv, primo top 10 battuto in carriera, e viene sconfitto da Marin Čilić. All'ultimo impegno stagionale, viene eliminato nei quarti di finale a Stoccolma da Félix Auger-Aliassime, mentre in coppia con Emil Ruusuvuori raggiunge la semifinale nel torneo di doppio. Chiude il 2021 con il nuovo best ranking al 57º posto mondiale.

### 2022, prima finale ATP e top 30 in singolare, primo titolo ATP in doppio
Eliminato nei quarti di finale all'esordio stagionale all'ATP 250 di Melbourne, subisce un'altra sconfitta contro Medvedev al terzo turno degli Australian Open. Non supera il secondo turno a Rotterdam e a Doha, torneo nel quale si spinge fino in semifinale in doppio assieme a Mackenzie McDonald. A Indian Wells vince il suo primo incontro in un Masters 1000 battendo Tennys Sandgren, al secondo turno si prende la rivincita sul nº 9 del mondo Auger-Aliassime e viene quindi sconfitto da Miomir Kecmanović. Inizia la stagione sulla terra battuta raggiungendo i quarti di finale a Marrakech. Il 1º maggio disputa la sua prima finale ATP a Monaco di Baviera, elimina tra gli altri il nº 7 del mondo Casper Ruud e in semifinale Kecmanović, ed è costretto al ritiro durante il match con Holger Rune. Esce al secondo turno sia a Madrid - dove batte Pablo Carreño Busta e perde da David Goffin - che a Roma, dove supera Korda e cede al terzo set a Ruud. Al terzo turno del Roland Garros raccoglie solo nove giochi contro Rafael Nadal. Raggiunge al Queen's la sua prima semifinale ATP sull'erba, elimina tra gli altri Grigor Dimitrov e viene sconfitto da Matteo Berrettini. A Wimbledon raggiunge il quarto turno e viene eliminato in tre set da Nadal, a fine torneo porta il best ranking alla 24ª posizione.
Inizia la trasferta americana con la sconfitta contro Frances Tiafoe al terzo turno a Washington. Viene eliminato al secondo turno nei Masters di Montréal e Cincinnati rispettivamente da Cameron Norrie e Daniil Medvedev. Raggiunge la semifinale a Winston-Salem con i successi sui top 60 Tallon Griekspoor, Jaume Munar e Benjamin Bonzi, e raccoglie solo 4 giochi contro Adrian Mannarino; a fine torneo porta il best ranking alla 22ª posizione. Retrocede subito alla 35ª con l'eliminazione al secondo turno degli US Open per mano di Corentin Moutet. Vince i tre incontri disputati nella fase a gruppi delle finali di Coppa Davis battendo Aleksandr Bublik, il nº 9 del mondo Cameron Norrie e il nº 12 Taylor Fritz, portando nei quarti di finale i Paesi Bassi. Non supera il secondo turno nei tornei di Nur-Sultan e Tel Aviv. A ottobre vince il primo titolo ATP in carriera nel torneo di doppio ad Anversa, dove gioca con Tallon Griekspoor e sconfiggono in finale Rohan Bopanna / Matwe Middelkoop in tre set. Viene eliminato in semifinale al torneo di doppio a Basilea assieme a Maxime Cressy e porta il best ranking di doppio al 111º posto. Perde il singolare nei quarti di Coppa Davis contro Alex de Minaur e l'Australia elimina i Paesi Bassi.

### 2023, finale in doppio al Masters di Roma
Apre la stagione perdendo la semifinale a Pune contro Benjamin Bonzi. Non va oltre il secondo turno agli Australian Open e nei due tornei successivi, mentre viene sconfitto in finale insieme a Constant Lestienne da Rohan Bopanna / Matthew Ebden al torneo di doppio a Doha. Esce nei quarti a Dubai dopo aver eliminato al primo turno il n° 14 ATP Karen Chačanov. Al terzo turno del Miami Open vince in rimonta contro il nº 4 del mondo Casper Ruud ed esce al turno successivo per mano di Emil Ruusuvuori. Elimina il nº 10 del mondo in semifinale a Monaco di Baviera e perde la finale al tie break del set decisivo contro Holger Rune. Esce al turno di esordio a Madrid, a Roma e all'Open di Francia. Nel torneo di doppio a Roma disputa con Robin Haase la sua prima finale in un Masters 1000, eliminano tra gli altri i numeri 1 del mondo Wesley Koolhof / Neal Skupski e cedono in due set contro Jan Zieliński / Hugo Nys; a fine torneo sale alla 60ª posizione mondiale.
Non supera il secondo turno a Wimbledon e, dopo un mese e mezzo di inattività, agli US Open. Torna a mettersi in luce in Coppa Davis vincendo due dei tre singolari giocati, tra cui quello contro il nº 13 del mondo Tommy Paul. Ferma la discesa nel ranking al Paris Masters sconfiggendo Adrian Mannarino e nuovamente Tommy Paul e al terzo turno cede ad Andrej Rublëv. Si aggiudica l'unico punto dei Paesi Bassi nei quarti di Davis persi contro l'Italia battendo Matteo Arnaldi. Chiude la stagione al 50º posto del ranking.

### 2024, una finale ATP in doppio, vittoria contro Alcaraz, finale di Coppa Davis
Nella prima parte del 2024 non va mai oltre il secondo turno in singolare nei tornei ATP, in questo periodo negativo sconfigge il nº 19 del mondo Adrian Mannarino a Dubai e per due volte Christopher Eubanks. In doppio raggiunge con Robin Haase la finale al Rotterdam Open, nella quale vengono sconfitti in due set da Wesley Koolhof e Nikola Mektić. Con la sconfitta al secondo turno a Monaco di Baviera esce dalla top 100 e vi rientra il mese successivo nonostante l'eliminazione al primo turno al Roland Garros. Disputa la prima finale in singolare della stagione a luglio al Challenger di Braunschweig e raccoglie quattro soli giochi contro Roberto Carballés Baena. Il mese successivo perde anche la finale al Challenger di Lüdenscheid.
Desta scalpore al secondo turno degli US Open la sua vittoria in tre set sul nº 3 del mondo Carlos Alcaraz, nel suo primo successo contro un top 3, ed esce di scena al turno successivo. Nella fase a gruppi delle Finals di Coppa Davis gioca tutti gli incontri con un bilancio di due vittorie e una sconfitta in doppio e una vittoria e due sconfitte in singolare, e gli olandesi accedono ai quarti di finale. Nei quarti di finale vinti contro gli spagnoli, diviene l'ultimo sfidante di Rafael Nadal, contro il quale vince in 2 set; si aggiudica poi anche l'incontro decisivo in doppio. Trionfa singolare anche nella semifinale vinta 2-0 contro la Germania, contribuendo a raggiungere la prima finale mai disputata dai Paesi Bassi. In finale perde contro Matteo Berrettini e l'Italia si aggiudica il trofeo.

### 2025, un titolo ATP in doppio
All'inizio del 2025 si mette in luce in doppio raggiungendo gli ottavi di finale agli Ausralian Open in coppia con Tallon Griekspoor e vincendo l'Open Sud de France assieme a Robin Haase, nella finale tutta olandese vinta in tre set contro Griekspoor e Bart Stevens. In singolare perde i primi cinque match disputati nel 2025 e torna al successo nelle qualificazioni e al primo turno dell'ATP 500 di Doha. Supera le qualificazioni anche all'Indian Wells Open e, dopo il ritiro di Nick Kyrgios e il successo in tre set sul top 10 Novak Djokovic, viene eliminato al terzo turno da Francisco Cerúndolo. Non supera il secondo turno nei tornei successivi.

## Statistiche

### Singolare

#### Finali perse (2)
| Legenda              |
| Grande Slam (0)      |
| ATP Finals (0)       |
| ATP Masters 1000 (0) |
| ATP Tour 500 (0)     |
| ATP Tour 250 (2)     |

| N. | Data           | Torneo                                                     | Superficie  | Avversario in finale | Punteggio        |
| 1. | 1º maggio 2022 | Internazionali di Tennis di Baviera, Monaco di Baviera     | Terra rossa | Holger Rune          | 4-3 rit.         |
| 2. | 23 aprile 2023 | Internazionali di Tennis di Baviera, Monaco di Baviera (2) | Terra rossa | Holger Rune          | 4-6, 6-1, 6(3)-7 |

### Doppio

#### Vittorie (2)
| Legenda              |
| Grande Slam (0)      |
| ATP Finals (0)       |
| ATP Masters 1000 (0) |
| ATP Tour 500 (0)     |
| ATP Tour 250 (2)     |

| N. | Data            | Torneo                          | Superficie  | Compagno          | Avversari in finale            | Punteggio           |
| 1. | 23 ottobre 2022 | European Open, Anversa          | Cemento (i) | Tallon Griekspoor | Rohan Bopanna Matwé Middelkoop | 3-6, 6-3, [10-5]    |
| 2. | 2 febbraio 2025 | Open Sud de France, Montpellier | Cemento (i) | Robin Haase       | Tallon Griekspoor Bart Stevens | 6(7)-7, 6-3, [10-5] |

#### Finali perse (3)
| Legenda              |
| Grande Slam (0)      |
| ATP Finals (0)       |
| ATP Masters 1000 (1) |
| ATP Tour 500 (1)     |
| ATP Tour 250 (1)     |

| N. | Data             | Torneo                        | Superficie  | Compagno           | Avversari in finale          | Punteggio           |
| 1. | 24 febbraio 2023 | Qatar Open, Doha              | Cemento     | Constant Lestienne | Rohan Bopanna Matthew Ebden  | 7-6(5), 4-6, [6-10] |
| 2. | 21 maggio 2023   | Internazionali d'Italia, Roma | Terra rossa | Robin Haase        | Hugo Nys Jan Zieliński       | 5-7, 1-6            |
| 3. | 17 febbraio 2024 | Rotterdam Open, Rotterdam     | Cemento (i) | Robin Haase        | Wesley Koolhof Nikola Mektić | 3-6, 5-7            |

### Tornei minor

#### Singolare

##### Vittorie (7)
| Legenda tornei minori |
| Challenger (1)        |
| ITF (6)               |

| N. | Data             | Torneo                             | Superficie    | Avversario in finale    | Punteggio           |
| 1. | 28 agosto 2016   | Netherlands F6, Rotterdam          | Terra rossa   | Boy Westerhof           | 6-2, 6-4            |
| 2. | 4 settembre 2016 | Netherlands F7, Schoonhoven        | Terra rossa   | Jesse Huta Galung       | walkover            |
| 3. | 13 novembre 2016 | Estonia F4, Pärnu                  | Cemento (i)   | Vladimir Ivanov         | 6-2, 6-4            |
| 4. | 27 gennaio 2019  | M25 Nussloch, Nußloch              | Sintetico (i) | Peter Heller            | 6-2, 6-2            |
| 5. | 7 aprile 2019    | M25 Bolton, Bolton                 | Cemento (i)   | Igor Sijsling           | 7-6(2), 6(6)-7, 7-5 |
| 6. | 12 maggio 2019   | M25 Prijedor, Prijedor             | Terra rossa   | Vlad Andrei Dancu       | 6-4, 6-4            |
| 7. | 27 ottobre 2019  | Tennis Challenger Hamburg, Amburgo | Cemento (i)   | Bernabé Zapata Miralles | 6-3, 5-7, 6-1       |

##### Finali perse (14)
| Legenda tornei minori |
| Challenger (5)        |
| ITF (9)               |

| N.  | Data              | Torneo                          | Superficie    | Avversario in finale    | Punteggio           |
| 1.  | 27 novembre 2016  | Czech Republic F10, Milovice    | Cemento (i)   | Marek Jaloviec          | 4-6, 1-6            |
| 2.  | 5 marzo 2017      | France F4, Lilla                | Cemento (i)   | Mikael Ymer             | 2-6, 3-6            |
| 3.  | 9 luglio 2017     | Netherlands F3, Middelburg      | Terra rossa   | Thiemo de Bakker        | 3-6, 4-6            |
| 4.  | 9 luglio 2017     | Netherlands F5, Oldenzaal       | Terra rossa   | Scott Griekspoor        | 4-6, 1-6            |
| 5.  | 11 marzo 2018     | France F4, Tolosa               | Cemento (i)   | Igor Sijsling           | 3-6, ritirato       |
| 6.  | 1º luglio 2018    | Netherlands F1, Alkmaar         | Terra rossa   | Clement Geens           | 6-3, 6(2)-7, 1-6    |
| 7.  | 10 febbraio 2019  | M15 Kaarst, Kaarst              | Sintetico (i) | Igor Sijsling           | 1-6, 4-6            |
| 8.  | 19 maggio 2019    | M25 Doboj, Doboj                | Terra rossa   | Christopher O'Connell   | 4-6, 6(1)-7         |
| 9.  | 29 settembre 2019 | M25 Stockholm, Stoccolma        | Cemento (i)   | Kacper Żuk              | 6-4, 4-6, 3-6       |
| 10. | 23 febbraio 2020  | Koblenz Open, Coblenza          | Cemento (i)   | Tomáš Macháč            | 3-6, 6-4, 3-6       |
| 11. | 25 ottobre 2020   | Ismaning Challenger, Ismaning   | Sintetico (i) | Marc-Andrea Hüsler      | 7-6(3), 6(2)-7, 5-7 |
| 12. | 18 luglio 2021    | Dutch Open, Amersfoort          | Terra rossa   | Tallon Griekspoor       | 1-6, 6-3, 1-6       |
| 13. | 13 luglio 2024    | Braunschweig Open, Braunschweig | Terra rossa   | Roberto Carballés Baena | 3-6, 1-6            |
| 14. | 4 agosto 2024     | Sauerland Open, Lüdenscheid     | Terra rossa   | Raphaël Collignon       | 6-3, 4-6, 3-6       |

#### Doppio

##### Vittorie (17)
| Legenda tornei minori |
| Challenger (1)        |
| ITF (16)              |

| N. | Data              | Torneo                     | Superficie  | Compagno      | Avversari in finale                  | Punteggio   |
| 1. | 10 settembre 2017 | TEAN International, Alphen | Terra rossa | Boy Westerhof | Alexander Lazov Volodymyr Uzhylovsky | 7-6(6), 7-5 |

## Risultati in progressione
| V | F | SF | QF | #T | RR | Q# | A | Z# | PO | O | F-A | SF-B | ND |

(V) Torneo vinto; raggiunto (F) finale, (SF) semifinale, (QF) quarti di finale, (#T) turni 4, 3, 2, 1; (RR) round - robin; (Q#) Turno di qualificazione; (A) assente dal torneo; (Z#) Zona gruppo Coppa Davis/Fed Cup (con indicazione numero); (PO) play-off Coppa Davis o Fed Cup; vinto un (O) oro, (F-A) argento o (SF-B) bronzo ai Giochi Olimpici; (ND) torneo non disputato.

### Singolare
| Tornei Grande Slam        |               |               |               |               |               |       |        |
| Australian Open           | A             | Q1            | 1T            | 3T            | 2T            | 1T    | 3-4    |
| Open di Francia           | A             | Q2            | 2T            | 3T            | 1T            | 1T    | 3-4    |
| Wimbledon                 | A             | ND            | 2T            | 4T            | 2T            | 2T    | 6-4    |
| US Open                   | A             | A             | QF            | 2T            | 2T            | 3T    | 8-4    |
| Vittorie-Sconfitte        | 0-0           | 0-0           | 6-4           | 8-4           | 3-4           | 3-4   | 20-16  |
| Rappresentative nazionali |               |               |               |               |               |       |        |
| Giochi Olimpici           | Non disputati | Non disputati | A             | Non disputati | Non disputati | A     | 0-0    |
| Coppa Davis               | RR            | A             | PO            | QF            | QF            |       | 8-3    |
| ATP Cup/United Cup        | ND            | A             | A             | A             | A             | A     | 0-0    |
| Vittorie-Sconfitte        | 0-1           | 0-0           | 1-0           | 4-1           | 3-1           | 0-0   | 8-3    |
| ATP Tour Masters 1000     |               |               |               |               |               |       |        |
| Indian Wells              | A             | ND            | 1T            | 3T            | 2T            | 1T    | 2-4    |
| Miami                     | A             | ND            | A             | 1T            | 4T            | 2T    | 3-3    |
| Monte Carlo               | A             | ND            | A             | 1T            | 2T            | A     | 1-2    |
| Madrid                    | A             | ND            | A             | 2T            | 2T            | 2T    | 2-3    |
| Roma                      | A             | A             | A             | 2T            | 2T            | 2T    | 2-3    |
| Montréal/Toronto          | A             | ND            | A             | 2T            | A             | A     | 1-1    |
| Cincinnati                | A             | A             | A             | 2T            | A             | A     | 1-1    |
| Shanghai                  | A             | Non disputato | Non disputato | Non disputato | 2T            |       | 1-1    |
| Parigi                    | A             | A             | A             | 1T            | 3T            |       | 2-2    |
| Vittorie-Sconfitte        | 0-0           | 0-0           | 0-1           | 6-8           | 6-7           | 3-4   | 15-20  |
| Statistiche Carriera      |               |               |               |               |               |       |        |
|                           | 2019          | 2020          | 2021          | 2022          | 2023          | 2024  | Totale |
| Tornei giocati            | 0             | 0             | 10            | 28            | 24            | 17    | 79     |
| Titoli                    | 0             | 0             | 0             | 0             | 0             | 0     | 0      |
| Finali                    | 0             | 0             | 0             | 1             | 1             | 0     | 2      |
| Totale V-S                | 0-1           | 0-0           | 16-10         | 38-29         | 23-25         | 11-18 | 88-83  |
| Ranking fine anno         | 198           | 156           | 57            | 35            | 50            |       |        |

### Vittorie contro giocatori top 10
| Anno     | 2021 | 2022 | 2023 | 2024 | 2025 | Totale |
| -------- | ---- | ---- | ---- | ---- | ---- | ------ |
| Vittorie | 1    | 3    | 2    | 1    | 1    | 8      |

| #    | Giocatore             | Rank | Evento                                       | Superficie  | Turno | Punteggio           |
| ---- | --------------------- | ---- | -------------------------------------------- | ----------- | ----- | ------------------- |
| 2021 |                       |      |                                              |             |       |                     |
| 1.   | Andrej Rublëv         | 6    | St. Petersburg Open, San Pietroburgo         | Cemento (i) | QF    | 6–3, 6–4            |
| 2022 |                       |      |                                              |             |       |                     |
| 2.   | Félix Auger–Aliassime | 9    | Indian Wells Open, Indian Wells              | Cemento     | 2T    | 7–6(4), 6(4)–7, 6–3 |
| 3.   | Casper Ruud           | 7    | Internazionali di Baviera, Monaco di Baviera | Terra rossa | QF    | 7–5, 6–1            |
| 4.   | Cameron Norrie        | 8    | Coppa Davis, Glasgow                         | Cemento (i) | RR    | 6–4, 6–2            |
| 2023 |                       |      |                                              |             |       |                     |
| 5.   | Casper Ruud           | 4    | Miami Open, Miami                            | Cemento     | 3T    | 3–6, 6–4, 6–4       |
| 6.   | Taylor Fritz          | 10   | Internazionali di Baviera, Monaco di Baviera | Terra rossa | SF    | 6–4, 7–6(2)         |
| 2024 |                       |      |                                              |             |       |                     |
| 7.   | Carlos Alcaraz        | 3    | US Open, New York                            | Cemento     | 2T    | 6–1, 7–5, 6–4       |
| 2025 |                       |      |                                              |             |       |                     |
| 8.   | Novak Djokovic        | 7    | Indian Wells Open, Indian Wells              | Cemento     | 2T    | 6–2, 3–6, 6–1       |